# Куранова, Елизавета Викторовна
Елизавета Викторовна Куранова (1877 год, Москва — 21 октября 1937, Бутовский полигон) — святая Русской православной церкви, причислена к лику святых как мученица в 2002 году для общецерковного почитания.

## Биография
Выросла в детском доме. Вышла замуж. В 1930 году её муж был обвинён во вредительстве и по приговору тройки ОГПУ расстрелян. Дом был конфискован и Елизавета Куранова, как административно высланная, была вынуждена покинуть Москву и поселиться в подмосковном городе Звенигороде.

## Арест и мученическая кончина
Арестована 9 сентября 1937 года и заключена в Бутырскую тюрьму. Фрагмент допроса:

— Следствие располагает данными, что вы собирали среди граждан деньги и продукты для оказания помощи заключённым и высланным, которые посылали последним, вы подтверждаете это?
— Нет, не подтверждаю. В 1937 году я посылала две посылки заключённому священнику Сергею Григорьевичу Зарубину. Все эти продукты приобретались мною за свои средства.
— Расскажите о вашей контрреволюционной деятельности.
— Никакой контрреволюционной деятельности я не вела.
— Уточните род ваших занятий, чем вы занимаетесь?
— Я одинокая и без определённых занятий. Работаю на случайных работах.
— Следствие располагает данными о том, что вы имеете связь с лицами, сосланными за контрреволюционную деятельность.
— Да, я имею письменную связь со священником Сергием Зарубиным, с которым я познакомилась девять лет назад. Кроме письменной связи, я послала за 1936 и 1937 гг. около четырёх посылок. Сбором же средств на стороне не занималась.
— Будучи недовольны советской властью, вы среди верующих занимались антисоветской агитацией. Дайте показания по существу.

— Я потому недовольна советской властью, что пережила расстрел мужа, конфискацию имущества и высылку. Но открыто своего недовольства среди окружающих не выражала, антисоветской агитацией я не занималась. Я считаю, что меня арестовали за то, что я посещаю церковь и участвую в церковном хоре. 
Постановлением «особой тройки» НКВД по Московской области от 17 октября 1937 года Елизавета Куранова приговорена к расстрелу за «антисоветскую агитацию, контрреволюционную деятельность» — вместе с протоиереем Петром Никотиным и мирянами Виктором Фроловым, Иваном Рыбиным и Николаем Кузьминым.
Расстреляна 21 октября 1937 года вместе с протоиереем Петром Никотиным и мирянами Виктором Фроловым и Иоанном Рыбиным (Николай Кузьмин был расстрелян 31 октября 1937 года). Все расстрелянные погребены в безвестной общей могиле на Бутовском полигоне.

## Канонизация
Причислена к лику святых новомучеников и исповедников Российских для общецерковного почитания постановлением Священного Синода Русской Православной Церкви от 7 октября 2002 года.
День памяти: 8/21 октября и в Соборе новомучеников и исповедников Российских.